# Хрінникова Марія Петрівна
Марія Петрівна Мазуренко, у шлюбах Хрінникова та Матросова; 1879, слобода Криворожжя тієї ж волості Донецького округу Області Війська Донського, нині — Ростовська область, Російська Федерація — 21 липня 1963, Харків, Україна) — українська громадська діячка, благодійниця, лікарка. Голова Катеринославської «Просвіти» з 1910 до 21 квітня 1912 року, наколи припадає розквіт діяльності товариства.

## Життєпис
Народилася у сім'ї Петра та Христини Мазуренків у слободі Криворожжя на річці Калитві. Після звільнення з кріпацтва батько Петро створив міцне господарство, володів невеликим млином, зміг дати вищу освіту усім своїм дітям. А їх було семеро — сини Дмитро, Василь, Віктор, Семен, Юрій та дочки Марія і Єлизавета. Батько Марії помер у 1906 у слободі Криворожжя, мати померла в Катеринославі у 1914. Брат Марії Дмитро працював разом з І. Мечниковим над проблемами біології, своїм учителем його вважав академік В. Філатов. Всі інші брати були активними у революційному русі, боролися за майбутнє України. Тим-то за Сталіна наприкінці 1930-х їх репресували, як і сестру Єлизавету — матір відомої української письменниці і художниці Галі Мазуренко (1901–2000).

### Освіта
У молодших класах Марія навчалася в станиці Каменській на Дону, живучи у брата з невісткою, які були вчителями. У старших класах навчалася у Воронезькій жіночій гімназії, яку закінчила в 1898. У 1898–1901 жила і навчалася в Москві. Закінчила курси масажу і лікувальної гімнастики, курси при Петровсько-Розумовській сільськогосподарській академії і почала навчатися на фельдшерсько-акушерських курсах. Марія Мазуренко добре знала К. Тимірязєва, була знайома з М. Бауманом.
У 1900 за революційну діяльність Марія Мазуренко потрапляє до Бутирської в'язниці. У Харкові зберігається фотографія групи політв'язнів, випущених з Бутирки у 1901. Потім її вислали до Воронежа із забороною жити у деяких містах. Далі вислали на Дон. Згодом Мазуренко виїхала навчатися на медичному факультеті Лозанського університету. Відвідувала модні серед тодішньої молоді політичні гуртки, де з рефератами виступали Плеханов, Троцький, Ленін. Їхнім кумиром тоді був Плеханов. У 1902 році склала екзамен з фізіології синові О. Герцена, про що свідчить його підпис у заліковій книжці. Після закінчення університету за кордоном потрібно було скласти деякі іспити і в Російській імперії. Проте таких іспитів не складала, тому й диплома лікаря не мала.

### Одруження

Марія Хрінникова з дітьми Тарасом, Надією і Марією. 1920-ті рр.

У с. Криворожжя познайомилася і 27 липня 1905 таємно від родини обвінчалася з катеринославцем Володимиром Хрінниковим. За фахом інженер-технолог, він у Петербурзі був членом місцевої студентської громади, навчався у Петербурзькому технологічному інституті разом з Маріїним братом Василем. Весілля відбулося в Кононівці — маєтку Є. Чикаленка в Пирятинському повіті на Полтавщині.
Свою весільну подорож молоді здійснили Італією. Про це нагадує фото початку XX століття групи з сімох осіб на схилах вулкану Везувій. В центрі мандрівників — молоде подружжя. Як повідомив син Тарас, повертаючись додому, подружжя побувало в Галичині, де відвідало Івана Франка.
У шлюбі з Хрінниковим Марія народила п'ятеро дітей, яких доля розкидала по всьому світу, — Георгій (Богдан), Галина, Тарас, Марія і Надія.

## Головування у «Просвіті» і громадська діяльність
Катеринославську «Просвіту» до осені 1910 очолював Сергій Липківський, який від'їжджав до Маріуполя. Отже, постало питання про нового голову «Просвіти».
Ось як згадує ті події відомий історик Дмитро Дорошенко у мемуарах «Мої спомини про давнє минуле, 1901–1914» (Вінніпег, 1949): «На голову „Просвіти“ обрано було людину незалежну, пані М. Хрінникову, жінку згадуваного вже інженіра Хрінникова, мого товариша з петербурзької громади, чоловіка дуже заможного, мільйонера… Але пані Хрінникова, даючи свою згоду, поставила умову, щоб їй дано було заступника для ділової роботи. На заступника вибрано мене. Майже два роки ми працювали в повній згоді, поділивши між собою функції: вона взяла на себе репрезентацію назовні, а я провадив усю внутрішню ділову роботу».
На ці роки припадає розквіт діяльності Січеславської «Просвіти». Марія Хрінникова розвинула широку діяльність у самому місті і навколишніх селах, влаштовуючи концерти і лекції (більшого царський уряд не дозволяв). Особливо урочисто відзначалося свято Шевченка. Орендувалася одна з кращих зал міста — Англійського клубу чи комерційного зібрання. На високому рівні стояла художня програма — запрошувалися визначні співаки чи співачки з Києва або Харкова, з декламацією віршів виступала Наталка Дорошенко — дружина її заступника. Співав великий хор, організований учителем співу в школі Синявського В. Петрушевським.
Перед концертом вступне слово виголошували професор Дмитро Яворницький, Григорій Черняхівський або Дмитро Дорошенко. На вечорах продавалися українські книжки, портрети українських письменників, кустарні (народні) виробі майстрів з Полтавщини.
«Просвіта» тих років брала участь у святкуванні ювілеїв українських класиків; коли в 1912 прийшла звістка пр смерть Миколи Лисенка, Січеславська «Просвіта» вислала до Києва свого представника, а голову Мануйлівської «Просвіти», Федора Сторубля делегувала на «Січовий з'їзд» до Галичини. До речі, після відкриття осередку в Мануйлівці, до управи «Просвіти» в Катеринославі стали надходити заяви з різних сіл з проханням поклопотатися перед адміністрацією про відкриття і у них філій товариства. За Мануйлівкою пішла черга Діївки, Сурсько-Михайлівки, Перещепиного, Лоцманської Кам'янки, Гупалівки, Петриківки.
За спогадами доньки Галини, Хрінникова добре знала українську інтелігенцію свого часу — Івана Франка, Лесю Українку, Бориса Грінченка, його дружину і сестру, Миколу Лисенка та ін. У своїх спогадах Хрінникова пригадувала гостинний прийом молоді в родині І. Франка, зустріч з М. Грушевським.
Але робота виснажувала Марію Хрінникову. Як пише Дмитро Дорошенко у спогадах: «Але згодом пані Хрінникова почала капризувати й вередувати, раз у раз відмовляючись від головування, так що треба було її умовляти. Раді „Просвіти“ це нарешті обридло і ми вибрали нового голову, інженера Герасима Денисенка».
Родина Хрінникових підтримувала добрі стосунки з директором Музею ім. Поля проф. Дмитром Яворницьким. У 1911, за спогадами сина Тараса, за ескізами Д. Яворницького для Хрінникової було пошито гетьманський костюм, у якому вона сфотографувалася на повен зріст і зблизька. Історики твердять, що спеціального вбрання у дружин гетьманів не було, а ось багаті шляхтянки, дружини полковників, звісно, таке вбрання мали. Для Д. Яворницького, який консультував І. Рєпіна при роботі над картиною про запорожців, така консультація була нескладною.
Хрінникова брала активну участь у доброчинній діяльності в Катеринославі. Синові Тарасові запам'яталися всілякі доброчинні «базари» серед багатої місцевої публіки. У 1914, коли розпочалася Перша світова війна, Хрінникова скористалася своїм лікарським фахом і разом з сестрою Єлизаветою працювала у шпиталі.

## Другий шлюб

Марія Хрінникова-Мазуренко (сидить на дивані крайня праворуч) з рідними і друзями. В центрі її брат Семен Мазуренко. Крайня зліва — Катерина Пчолкіна, кума Марії

У 1915 році шлюб Хрінникових розпався. З дітьми вона жила в будинку по вул. Клубній, 11 (там стояв їхній особняк). Після революції Хрінникова працювала у земвідділі в галузі сільгоспосвіти. У 1922 році побралася з Іваном Матросовим (1887–1964) і у 1930 разом з ним переїхала до Харкова. Від репресій її, напевне, врятувало те, що другий чоловік був старим більшовиком, членом РСДРП/б/ з 1905. У Харкові жили на Сумській, 59.
На цвинтарі на її могилі значиться подвійне прізвище: Мазуренко-Матросова і викарбувано російською слова: «Живі перед Вами безконечно в боргу».